# Línea 146 (Montevideo)
La línea 146 fue una línea de ómnibus urbana de Montevideo, que unía la Aduana con el Hospital Saint Bois.

## Características
Fue creada en los años treinta, por la entonces Cooperativa Línea F, desde su creación unía la Aduana con el Hospital Saint Bois, con un recorrido similar al de la línea 148. Circulaba por los alrededores del barrio Conciliación y tenía muy pocos usuarios. En los años noventa se realizaron algunas modificaciones en su recorrido hasta resolverse  la supresión definitiva de sus operaciones debido a su baja rentabilidad.

## Recorrido original
| Ida - Maciel - Cerrito - Paysandú - Florida - Paysandú - Ejido - Miguelete - Sierra - Gral Flores - Yatay - San Martín - Guadalupe - Av Millán - Sayago - Cno Ariel - Avenida Garzón - Avenida Lezica - Veraguas - Gutenberg - Guanahany - Hospital Saint Bois | Vuelta - Guanahany - Gutenberg - Veraguas - Avenida Lezica - Avenida Garzón - Cno Ariel - Sayago - Avenida Millán - Guadalupe - San Martín - Yatay - Batoví - Nicaragua - Sierra - Miguelete - Ejido - Avenida Uruguay - 25 de Mayo - Juan Lindolfo Cuestas - Rambla - Aduana |